# Rivière Titipiti
La rivière Titipiti est un affluent du Lac Feuquières, au Québec, au Canada. Ce cours d’eau traverse les régions administratives de :
- Saguenay-Lac-Saint-Jean : dans le territoire non organisé Lac-Ashuapmushuan, dans la MRC Le Domaine-du-Roy ;
- Nord-du-Québec : dans la municipalité de Eeyou Istchee Baie-James (municipalité), en Jamésie.

Cette rivière traverse successivement les cantons de Ventadour et de Feuquières. La foresterie constitue la principale activité économique du secteur ; les activités récréotouristiques, en second. Un camp de bûcherons été établi sur la rive Ouest du lac Ventadour (rivière Ventadour) près de route forestière.
Le Sud de la vallée de la rivière Titipiti est desservie par la route 212 qui relie Obedjiwan à La Tuque et passe au sud du lac Dubois. De là, la route forestière R1032 (sens Nord-Sud) passe du côté Ouest de la rivière Ventadour. La route forestière R0212 (sens Est-Ouest) près du lac de tête de la rivière Titipiti.
La surface de la rivière Titipiti est habituellement gelée du début novembre à la mi-mai, toutefois la circulation sécuritaire sur la glace se fait généralement de la mi-novembre à la mi-avril.

## Géographie
Les bassins versants voisins de la rivière Titipiti sont :
- côté nord : lac Feuquières, lac Robert, lac Gabriel (rivière Opawica), lac Rohault, rivière Opawica ;
- côté est : rivière Normandin, rivière Marquette Ouest, lac Poutrincourt, rivière Ashuapmushuan ;
- côté sud : lac Normandin (rivière Normandin), ruisseau Townsend, réservoir Gouin, rivière Wapous, lac Magnan (réservoir Gouin) ;
- côté ouest : rivière Ventadour, rivière Pokotciminikew, rivière Toussaint.

La rivière Titipiti prend naissance à l'embouchure d’un lac Valcourt (longueur : 0,8 km ; altitude : 447 m) dans le canton de Ventadour, dans Lac-Ashuapmushuan (territoire non organisé). Le lac Valcourt et le Petit lac Valcourt sont les seuls plans d’eau du versant de la rivière Nottaway qui sont à l’exterieur de Eeyou Istchee Baie-James (municipalité).
L’embouchure du lac Valcourt est située dans le Parc Chibougamau à 1,2 km à l’Est de la limite de Eeyou Istchee Baie-James (municipalité) et de la municipalité régionale de comté (MRC) Le Domaine-du-Roy. Le lac Valcourt est situé au pied (côté Est) d’une montagne dont le sommet atteint 550 m.
Le lac Valcourt est situé à 1,8 km au Nord-Ouest du lac Normandin (rivière Normandin) qui s’avère le lac de tête de la rivière Normandin, un affluent de la rivière Ashuapmushuan laquelle se déverse à son tour sur la rive Ouest du Lac Saint-Jean.
L’embouchure du lac Valcourt est située à :
- 19,7 km au Sud de l’embouchure de la rivière Titipiti (confluence avec le lac Feuquières) ;
- 42,0 km au Sud-Est de l’embouchure du lac Gabriel (rivière Opawica) ;
- 64,0 km au Sud-Est de l’embouchure du lac Caopatina ;
- 143,7 km au Sud-Est de la confluence de la rivière Opawica et de la rivière Chibougamau, soit la tête de la rivière Waswanipi ;
- 406,4 km au Sud-Est de l’embouchure de la rivière Nottaway (confluence avec la Baie-James) ;
- 103,9 km au Sud-Est du centre-ville de Chibougamau ;
- 25,0 km au Nord-Est du réservoir Gouin.

À partir de l'embouchure du lac de tête, la rivière Titipiti coule sur environ 30 km selon les segments suivants :
- 1,6 km vers le Nord-Ouest dans le canton de Ventadour, en traversant le Petit lac Valcourt, jusqu’à la décharge (venant du Nord-Est) des lacs Arre et Hermin, qui correspond à la limite Est de la région administrative du Nord-du-Québec ;
- 1,0 km vers l’Ouest, jusqu’à la décharge (venant du Sud) des lacs Bornais et des Rats ;
- 1,6 km vers le Nord-Ouest, en traversant le Lac du Vison (longueur : 0,8 km ; altitude : 416 m) que le courant traverse sur sa pleine longueur, jusqu’au pont d’une route forestière ;
- 9,0 km vers le Nord, jusqu’à la limite du canton de Feuquières ;
- 15,4 km vers le Nord en serpentant en zones humides en fin de segment jusqu’à son embouchure[2].

La rivière Titipiti se déverse au fond d’une baie sur la rive Sud du lac Feuquières que le courant traverse vers le Nord sur 16,2 km dont 7,9 km dans la partie Ouest du lac. Note  : les deux parties du lac sont séparés par un détroit de 0,9 km. Puis, le courant coule vers l’Ouest sur 1,4 km pour rejoindre la rive Est du lac Robert que le courant traverse vers l’Ouest sur 5,8 km jusqu’à son embouchure. Après un dernier bras de rivière d’une longueur de 2,1 km en traversant le lac Mort, le courant se déverse dans une baie de la rive Est du lac Gabriel (rivière Opawica) que le courant traverse vers le Nord-Ouest sur 14,1 km pour prendre la rivière Opawica.
Cette dernière remonte à son tour généralement vers le Nord-Ouest, puis l’Ouest, puis le Nord, jusqu’à sa confluence avec la rivière Chibougamau ; cette confluence constituant la source de la rivière Waswanipi. Le cours de cette dernière coule vers l’Ouest et traverse successivement la partie Nord du
lac Waswanipi, le lac au Goéland et le lac Olga (rivière Waswanipi), avant de se déverser dans le lac Matagami lequel se déverse à son tour dans la rivière Nottaway, un affluent de la Baie de Rupert (Baie James).
La confluence de la rivière Titipiti avec le lac Feuquières est située à :
- 9,2 km au Sud-Est de l’embouchure du lac Feuquières ;
- 13,3 km au Sud de l’embouchure du lac Robert (rivière Opawica) ;
- 24,7 km au Sud-Est de l’embouchure du lac Gabriel (rivière Opawica) ;
- 133,7 km au Sud-Est de l’embouchure de la rivière Opawica (confluence avec la rivière Chibougamau) ;
- 84,4 km au Sud-Est du centre-ville de Chibougamau ;
- 78,9 km au Sud-Est du centre du village de Chapais (Québec) ;
- 41,4 km au Nord d’une baie de la rive Nord du Réservoir Gouin.

## Toponymie
À différentes époques de l’histoire, ce territoire a été occupé par les Attikameks, les Algonquins et les Cris.
Le toponyme "rivière Titipiti" a été officialisé le 5 décembre 1968 à la Commission de toponymie du Québec, soit lors de sa création.